# 피로딕티움 브록키
피로딕티움 브록키는 피로딕티움속에 속하는 한 종이다.